# ATC kod N05
ATC kod N05 Psiholeptici su terapeutska podgrupa sistema za anatomsko terapeutsko hemijsku klasifikaciju. Ovaj sistem alfanumeričkih kodova je razvio  za klasifikaciju lekova i drugih medicinskih proizvoda.  Podgrupa N05 je deo anatomske grupe N Nervni sistem.

Kodovi za veterinarsku upotrebu (ATCvet kodovi) se mogu formirati stavljanjem slova Q ispred humanih ATC kodova: QN05... ATCvet kodovi bez odgovarajućeg humanog ATC koda su navedeni sa vodećim Q na sledećoj listi.
Nacionalna izdanja ATC klasifikacije mogu da obuhvataju dodatne kodove koji nisu prisutni na ovoj listi.
{{Columns-list|3| 

## N05AAntipsihotici

### N05AAFenotiazinisa alifatičnim bočnim lancem
N05AA01 Hlorpromazin
N05AA02 Levomepromazin
N05AA03 Promazin
N05AA04 Acepromazin
N05AA05 Triflupromazin
N05AA06 Cijamemazin
N05AA07 Hlorproetazin

### N05AB Fenotiazini sapiperazinskomstrukturom
N05AB01 Diksirazin
N05AB02 Flufenazin
N05AB03 Perfenazin
N05AB04 Prohlorperazin
N05AB05 Tiopropazat
N05AB06 Trifluoperazin
N05AB07 Acetofenazin
N05AB08 Tioproperazin
N05AB09 Butaperazin
N05AB10 Perazin

### N05AC Fenotiazini sapiperidinskomstrukturom
N05AC01 Periciazin
N05AC02 Tioridazin
N05AC03 Mezoridazin
N05AC04 Pipotiazin

### N05ADButirofenonskiderivati
N05AD01 Haloperidol
N05AD02 Trifluperidol
N05AD03 Melperon
N05AD04 Moperon
N05AD05 Pipamperon
N05AD06 Bromperidol
N05AD07 Benperidol
N05AD08 Droperidol
N05AD09 Fluanizon
QN05AD90 Azaperon

### N05AEIndolniderivati
N05AE01 Oksipertin
N05AE02 Molindon
N05AE03 Sertindol
N05AE04 Ziprasidon

### N05AFTioksantenskiderivati
N05AF01 Flupentiksol
N05AF02 Klopentiksol
N05AF03 Hlorprotiksen
N05AF04 Tiotiksen
N05AF05 Zuklopentiksol

### N05AGDifenilbutilpiperidinskiderivati
N05AG01 Fluspirilen
N05AG02 Pimozid
N05AG03 Penfluridol

### N05AHDiazepini,oksazepini,tiazepiniioksepini
N05AH01 Loksapin
N05AH02 Klozapin
N05AH03 Olanzapin
N05AH04 Hetiapin
N05AH05 Asenapin
N05AH06 Klotiapin

### N05ALBenzamidi
N05AL01 Sulpirid
N05AL02 Sultoprid
N05AL03 Tiaprid
N05AL04 Remoksiprid
N05AL05 Amisulprid
N05AL06 Veraliprid
N05AL07 Levosulpirid

### N05ANLitijum
N05AN01 Litijum

### N05AX Drugi antipsihotici
N05AX07 Protipendil
N05AX08 Risperidon
N05AX10 Mosapramin
N05AX11 Zotepin
N05AX12 Aripiprazol
N05AX13 Paliperidon
N05AX14 Iloperidon
QN05AX90 Amperozid

## N05BAnksiolitici

### N05BABenzodiazepinskiderivati
N05BA01 Diazepam
N05BA02 Hlordiazepoksid
N05BA03 Medazepam
N05BA04 Oksazepam
N05BA05 Kalijum klorazepat
N05BA06 Lorazepam
N05BA07 Adinazolam
N05BA08 Bromazepam
N05BA09 Klobazam
N05BA10 Ketazolam
N05BA11 Prazepam
N05BA12 Alprazolam
N05BA13 Halazepam
N05BA14 Pinazepam
N05BA15 Kamazepam
N05BA16 Nordazepam
N05BA17 Fludiazepam
N05BA18 Etil loflazepat
N05BA19 Etizolam
N05BA21 Klotiazepam
N05BA22 Kloksazolam
N05BA23 Tofisopam
N05BA56 Lorazepam, kombinacije

### N05BBDifenilmetanskiderivati
N05BB01 Hidroksizin
N05BB02 Kaptodiam
N05BB51 Hidroksizin, kombinacije

### N05BCKarbamati
N05BC01 Meprobamat
N05BC03 Emilkamat
N05BC04 Mebutamat
N05BC51 Meprobamat, kombinacije

### N05BD Dibenzo-biciklo-oktadienski derivati
N05BD01 Benzoktamin

### N05BEAzaspirodekanedionskiderivati
N05BE01 Buspiron

### N05BX Drugi anksiolitici
N05BX01 Mefenoksalon
N05BX02 Gedokarnil
N05BX03 Etifoksin

## N05CHipnoticiisedativi

### N05CA Barbiturati, običan
N05CA01 Pentobarbital
N05CA02 Amobarbital
N05CA03 Butobarbital
N05CA04 Barbital
N05CA05 Aprobarbital
N05CA06 Sekobarbital
N05CA07 Talbutal
N05CA08 Vinilbital
N05CA09 Vinbarbital
N05CA10 Ciklobarbital
N05CA11 Heptabarbital
N05CA12 Reposal
N05CA15 Metoheksital
N05CA16 Heksobarbital
N05CA19 Tiopental
N05CA20 Etalobarbital
N05CA21 Alobarbital
N05CA22 Proksibarbal

### N05CB Barbiturati, kombinacije
N05CB01 Kombinacije barbiturata
N05CB02 Barbiturati u kombinaciji sa drugim lekovima

### N05CC Aldehidi i derivati
N05CC01 Hloral hidrat
N05CC02 Hloralodol
N05CC03 Acetilglikinamid hloral hidrat
N05CC04 Dihloralfenazon
N05CC05 Paraldehid

### N05CD Benzodiazepinski derivati
N05CD01 Flurazepam
N05CD02 Nitrazepam
N05CD03 Flunitrazepam
N05CD04 Estazolam
N05CD05 Triazolam
N05CD06 Lormetazepam
N05CD07 Temazepam
N05CD08 Midazolam
N05CD09 Brotizolam
N05CD10 Quazepam
N05CD11 Loprazolam
N05CD12 Doxefazepam
N05CD13 Cinolazepam
QN05CD90 Klimazolam

### N05CE Piperidinedionski derivati
N05CE01 Glutetimid
N05CE02 Metiprilon
N05CE03 Piritildion

### N05CF Benzodiazepinima srodni lekova
N05CF01 Zopiklon
N05CF02 Zolpidem
N05CF03 Zaleplon
N05CF04 Eszopiklon

### N05CH Melatonin receptor agonisti
N05CH01 Melatonin
N05CH02 Ramelteon

### N05CM Drugi hipnotici i sedativi
N05CM01 Metahalon
N05CM02 Klometiazol
N05CM03 Bromizoval
N05CM04 Karbromal
N05CM05 Skopolamin
N05CM06 Propiomazin
N05CM07 Triklofos
N05CM08 Ethlorvinol
N05CM09 [[Valerian (biljak)|
N05CM10 Heksapropimat
N05CM11 Bromidi
N05CM12 Apronal
N05CM13 Valnoktamid
N05CM15 Metilpentinol
N05CM16 Niaprazin
N05CM18 Deksmedetomidin
QN05CM90 Detomidin
QN05CM91 Medetomidin
QN05CM92 Ksilazin
QN05CM93 Romifidin
QN05CM94 Metomidat

### N05CX Hipnotici i sedativi u kombinaciji, izuzev barbiturata
N05CX01 Meprobamat, kombinacije
N05CX02 Metahalon, kombinacije
N05CX03 Metilpentinol, kombinacije
N05CX04 Klometiazol, kombinacije
N05CX05 Emepronijum, kombinacije
N05CX06 Dipiperonilaminoetanol, kombinacije
}}